# Армия2009
«Армия2009» — седьмой студийный альбом российской рок-группы «Ночные Снайперы». В рецензии от «Rolling Stone Russia» лучшей песней назван трек «Прекрасных дней», примечательную своей явной ностальгической природой.
Альбом показывает, что стиль группы за последние несколько лет сильно изменился и стал более жестким, оригинальным и качественным.
Выпуск альбома был специально назначен на 9 сентября 2009 года (09.09.09); презентацию организовали в бывшем секретном бункере Сталина.
Гастрольная программа, прошедшая в поддержку альбома обогнула около ста городов России и многих других стран.

## Список композиций
Слова и музыка всех песен — Дианы Арбениной.
| №                   | Название                                              | Длительность |
| ------------------- | ----------------------------------------------------- | ------------ |
| 1.                  | «Питер-никотин»                                       | 5:41         |
| 2.                  | «Побег»                                               | 5:01         |
| 3.                  | «Южный полюс»                                         | 4:31         |
| 4.                  | «Лети моя душа»                                       | 5:38         |
| 5.                  | «Виноград»                                            | 5:00         |
| 6.                  | «Армия»                                               | 6:47         |
| 7.                  | «Католический священник»                              | 3:50         |
| 8.                  | «Ууу»                                                 | 3:08         |
| 9.                  | «Грусть»                                              | 4:33         |
| 10.                 | «Fly»                                                 | 4:35         |
| 11.                 | «Прекрасных дней»                                     | 4:12         |
| 12.                 | «Кафка»                                               | 6:11         |
| 13.                 | «Ножи (оригинальное исполнение)» (бонус-трек)         | 7:20         |
| 14.                 | «Прекрасных дней (с Михаилом Козыревым)» (бонус-трек) | 4:33         |
| Общая длительность: | Общая длительность:                                   | 1:11:00      |

## Участники
- Диана Арбенина (вокал, гитара)
- Иван Иволга (гитары)
- Дмитрий Максимов (бас-гитара)
- Андрей Титков (клавишные)
- Дмитрий Горелов (барабаны)